# Pseudogyrodon
Pseudogyrodon is een monotypisch geslacht van schimmels behorend tot de familie Paxillaceae. Het bevat een soort, namelijk Pseudogyrodon isabellinus.